# Yeo Woon-kay
Yeo Woon-kay (25 tháng 2, 1940 – 22 tháng 5, 2009) là một diễn viên và nhân vật truyền hình Hàn Quốc. Bà được biết đến qua các bộ phim Hàn Quốc như Nàng Dae Jang Geum, Dịch vụ gia đình, Tên tôi là Kim Sam Soon.
Bà bắt đầu diễn xuất khi đang học trung học và tiếp tục diễn xuất khi đang theo học tại Đại học Hàn Quốc, nơi bà học Văn học. Bà trở nên nổi tiếng với công việc của mình ở Daehakgeuk, hay còn gọi là Nhà hát sinh viên nghiệp dư trong những năm 1950 và 1960, cùng với các diễn viên đương thời như Lee Soon-jae.
Bà ra mắt nhà hát chuyên nghiệp của mình với một đoàn kịch vào năm 1962. Từ sân khấu, bà đã có thể chuyển sang sự nghiệp truyền hình một cách thành công. Bà thường đóng vai người bà hoặc "nhân vật bà ngoại". Ví dụ như trong Toji,the Land năm 1986 và Nàng Dae Jang Geum năm 2003.
Bà được chẩn đoán mắc bệnh ung thư thận vào năm 2007 khi quay bộ phim truyền hình SBS Đức vua và tôi. Nhưng bà vẫn tiếp tục diễn xuất và bắt đầu làm việc cho bộ phim Jang-hwa và Hong-ryeon (Câu chuyện của hai chị em) của đài KBS2, cuối cùng phải ngừng sản xuất vì bệnh viêm phổi, cho thấy sự lây lan của bệnh ung thư đến phổi của bà.
Bà phải vào phòng chăm sóc đặc biệt của bệnh viện vào tháng 5 năm 2009. Các báo cáo nói rằng bà rơi vào tình trạng hôn mê và phải sử dụng thiết bị hỗ trợ sự sống. Bà qua đời vào khoảng 8 giờ tối, ngày 22 tháng 5 năm 2009, tại Trung tâm Y tế Công giáo Incheon ở Incheon, Hàn Quốc. Hưởng thọ 69 tuổi.Tang lễ của bà được tổ chức tại Bệnh viện Severance.
Sau khi mất, Yeo Woon-kay đã được trao giải Lifetime Achievement Award tại KBS Drama Awards năm 2009.

## Phim ảnh

### Phim
| Năm  | Tiêu đề                           | Vai trò              |
| ---- | --------------------------------- | -------------------- |
| 1972 | The Pollen Flower                 |                      |
| 1980 | Vicious Woman                     | Mẹ chồng             |
| 1980 | The Wooden Horse That Went to Sea |                      |
| 1982 | Late Autumn                       | Cai ngục             |
| 1985 | Cabbage in a Pepper Field         |                      |
| 1988 | Last Dancing                      |                      |
| 1991 | The Pinwheel that Spins Alone     | Bà                   |
| 1992 | From the Seom River to the Sky    | Mẹ của Jae-in        |
| 2002 | The Beauty in Dream               | Bà                   |
| 2005 | Mapado                            | Bà Chủ tịch Hoe Jang |
| 2006 | Family Matters                    |                      |
| 2007 | Mapado 2: Back to the Island      | Bà Chủ tịch Hoe Jang |
| 2007 | Sorrow Even Up in Heaven          |                      |

### Phim truyền hình
| Năm  | Tên phim truyền hình              | Vai trò                    | Nhà đài |
| ---- | --------------------------------- | -------------------------- | ------- |
| 1983 | Eun-ha's Dream                    |                            | KBS1    |
| 1983 | Youth March                       |                            | KBS2    |
| 1987 | Door of Desires                   |                            | KBS2    |
| 1987 | Land                              | Ham Ahn-daek               | KBS1    |
| 1988 | The Winter That Year Was Warm     |                            | KBS2    |
| 1991 | What's Love?                      | Jin Soo                    | MBC     |
| 1993 | Stormy Season                     | Mẹ của Choong-in           | MBC     |
| 1994 | The Moon of Seoul                 | Bà ngoại của Sang-gook     | MBC     |
| 1994 | My Son's Woman                    | Moon Jung-ok               | MBC     |
| 1995 | LA Arirang                        |                            | SBS     |
| 1996 | 1.5 Generation                    |                            | MBC     |
| 1996 | Dad is the Boss                   |                            | SBS     |
| 1997 | Because I Love You                | Bà ngoại của Ae-kyung      | SBS     |
| 1998 | I Love You, I Love You            | Mẹ của Bong-sook           | SBS     |
| 1998 | King and Queen                    | Cựu công chúa Consort Shin | KBS1    |
| 1998 | Seven Brides                      | Na Gap-sun                 | SBS     |
| 1999 | Trap of Youth                     | Bà ngoại của Yun-hee       | SBS     |
| 2000 | Foolish Love                      | Mẹ của Sang-woo            | KBS2    |
| 2000 | More Than Words Can Say           | Lee Jin-jin                | KBS1    |
| 2001 | Stock Flower                      |                            | KBS1    |
| 2001 | I Want To See Your Face           | Song Kil-ja                | MBC     |
| 2001 | Like Father, Like Son             | Jum Soon                   | KBS2    |
| 2002 | Who's My Love?                    | Vợ của Duk-bae             | KBS2    |
| 2002 | Golden Wagon                      | Ahn Gap-jin                | MBC     |
| 2002 | Drama City: Like Vienna Coffee    |                            | KBS2    |
| 2002 | Sunrise House                     | Kim Soon-nyeo              | SBS     |
| 2003 | Drama City: Chief of Five Zoom    |                            | KBS2    |
| 2003 | On The Prairie                    | Bà ngoại của Charman Shin  | KBS2    |
| 2003 | Swan Lake                         | Myung Soon-keum            | MBC     |
| 2003 | Nàng Dae Jang Geum                | Thượng cung Jung           | MBC     |
| 2004 | Miss Kim's Million Dollar Quest   | Lee Kkeut-soon             | SBS     |
| 2004 | Oh Feel Young                     | Chủ tịch Shin              | KBS2    |
| 2005 | Bad Housewife                     | No Jin-ye                  | SBS     |
| 2005 | My Lovely Sam Soon                | Quản lý của cô Oh.         | MBC     |
| 2005 | Sisters of the Sea                | Cho Han-bin                | MBC     |
| 2006 | Bad Family                        | Park Bok-nyu               | SBS     |
| 2006 | How Much Love?                    | Bà ngoại của Dong-soo      | MBC     |
| 2006 | My Lovely Fool                    | Bà ngoại của Dong-joo      | SBS     |
| 2007 | Hello! Miss                       | Lee Hak                    | KBS2    |
| 2007 | War of Money                      | Madam Bong                 | SBS     |
| 2007 | Daughters-in-Law                  | Suh Ong-sim                | KBS2    |
| 2007 | The king and I                    |                            | SBS     |
| 2008 | Why Did You Come to My House?     | Gong Ok-ja                 | SBS     |
| 2009 | The Tale of Janghwa and Hongryeon | Madame Byeon               | KBS2    |